# Genoa C.F.C.
Genoa Cricket and Football Club, normalt blot omtalt som Genoa, er en italiensk professionel fodboldklub, der har hjemme i byen Genova i regionen Ligurien. Klubbens farver er rød og blå. Hjemmekampene spilles på Stadio Luigi Ferraris. Genoa, grundlagt i 1893, er Italiens ældste fodboldklub. Klubben har vundet mesterskabet ni gange. Det foreløbigt sidste mesterskab faldt i 1924. Genoa har også vundet Coppa Italia en enkelt gang, i 1937.

## Historie
Genoa blev oprettet som en atletik- og cricketklub i 1893 af englændere, som en udenlandsk sportsklub, der kun havde britiske borgere som medlemmer. Det er grunden til, at klubbens navn bruger den engelske stavemåde for byen. I starten var fodbold en ikke klubbens hovedformål. Det skulle dog snart vise sig, at bibeskæftigelsen var en vej til stor succes.
Genoas fodboldhold, der nu tillod italienere at spille med, vandt i 1898 den første turnering om det italienske mesterskab, og de dominerede totalt turneringens indledende år med seks mesterskaber i de syv første sæsoner. Efterhånden blev der dog dannet flere fodboldklubber, og konkurrencen især i det nordlige Italien blev hårdere. Juventus, Milan og Inter vandt deres første mesterskaber, men det var især Pro Vercelli, der med syv scudetti i perioden omkring Første Verdenskrig satte sig på tronen. I 1924 vandt Genoa deres foreløbigt sidste mesterskab. De ni titler gør stadig holdet til den fjerdemest vindende i Italien.
Genoa har har siden Anden Verdenskrig penduleret frem og tilbage mellem Serie A og Serie B, med enkelte besøg i Serie C. Efter en lang periode præget af dårlig ledelse og en bestikkelsesskandale, er Genoa tilbage i Serie A, hvor klubben oplever sit længste ophold siden 1930'erne og 1940'erne. Præsidenten, Enrico Preziosi, er dog stadig den samme, som stod bag bestikkelsen tilbage i midten af 00'erne.
Siden 1911 har Genoa har spillet sine hjemmekampe på Stadio Luigi Ferraris, der har plads til 36.536 tilskuere. Siden 1946 har man delt stadion med lokalrivalerne Sampdoria. De to klubber spiller Derby della Lanterna, opkaldt efter byens ikoniske fyrtårn. Opgøret byder normalt på fuldt hus og opfindsomme tifoer. Det er Sampdoria, der gennem historien har klaret sig bedst i disse kampe.

## Kendte spillere gennem tiden
- Branco
- Kevin-Prince Boateng
- Marco Boriello
- Nicolás Burdisso
- Diego Milito
- Vincenzo Montella
- Goran Pandev
- Mattia Perin
- Giovanni De Prà
- Roberto Pruzzo
- Marco Rossi
- Gennaro Ruotolo
- Stephan El Shaarawy
- Gianluca Signorini
- Tomáš Skuhravý
- Luca Toni
- Fosco Becattini
- Francesco Acerbi

## Danske spillere gennem tiden
- Lasse Schøne
- Lucas Lerager
- Peter Ankersen
- Nils Bennike
- Magnus Troest
- Morten Frendrup
- Sebastian Otoa